# Glyphostoma alliteratum
Glyphostoma alliteratum é uma espécie de gastrópode do gênero Glyphostoma, pertencente a família Conidae.